# 阿部光利
阿部 光利（あべ みつとし、1956年6月14日 - ）は、日本の政治家。台東区議会議員を務めた（2期）。また、松尾明弘衆議院議員（当時）の公設第一秘書を務めた。元フジテレビリポーター。地方政治ジャーナリスト。山形県鶴岡市出身。

## 来歴・人物
国士舘大学政経学部経営学科卒業。
フジテレビ『TIME3』（1988年 - 1993年）専属リポーターとして、本格的なテレビ出演を開始。同番組のリポーターの公募に、当時約1600人の応募者の中から合格した。その後、同局の『タイムアングル』、『おはよう!ナイスデイ』、『ナイスデイ』、『とくダネ!』、『2時のホント』などの情報番組でリポーターとして活動。『2時のホント』番組終了をきっかけに転職。ラーメン店「吉村家」での修行やPR会社を経て、2004年11月1日、広告代理店およびPRを主軸にした株式会社アビーズファクトリー（東京都文京区）を設立代表として就任。広告業・CM制作・PR事業・ステージカーの企画・レンタル事業などを展開。地方政治ジャーナリストとして、地方政治の諸問題を独自の視点で調査・取材を重ね執筆中。

## 倫理法人会への入会
2008年4月19日、後楽園倫理法人会の会長である石河信昭の勧誘により、同会に入会。2009年より、湯島準倫理法人会の専任幹事。2010年家庭倫理の会台東区に入会。2012年・2013年当該会の推進長に就任。
倫理研究所が運営する「家庭倫理の会台東区」に参加。3度に渡る100日皆勤を経て14年度より会長職を勤める。

## 政歴
2011年、統一地方選挙台東区議会議員選挙にみんなの党の公認候補として出馬を表明、渡辺喜美（党代表）、川田龍平、柿沢未途（いずれも党所属国会議員）の推薦を受けた。2011年4月25日、投開票の結果、1808票・21位で初当選。これを受けてみんなの党台東区議会幹事長に就任。2014年11月、みんなの党解党。その後、維新の党に参加。2015年4月26日の台東区議会議員選挙に維新の党から立候補し1167票を獲得し31位で再選。日本維新の会には参加せず無所属となる。2019年3月17日の台東区議会議員選挙に無所属で立候補し、1116票を獲得するも34位で落選した。
落選後、再び広告代理店を立ち上げ、松尾明弘（立憲民主党）の選挙を手伝う。
2020年、比例選挙区にて次点であった立憲民主党公認の松尾明弘の繰上げ当選後、松尾明弘の公設第一秘書に就任。
2023年4月23日の台東区議会議員選挙に無所属で立候補し、973票を獲得するも37位で落選した。

## その他
- 荒川区民フィルハーモニー合唱団員として第九合唱に参加。目の不自由な人のための本の録音（盲人朗読）ボランティアなどの活動歴がある。
- 2005年より、在日モンゴル留学生会らが主催するモンゴルの祭り、ハワリンバヤルに広報事務局として参加。メディアリリースやステージカーの手配を行なう。2008年3月26日、駐日モンゴル国大使館より、ハワリンバヤルでのボランティア活動について感謝状を授与。
- NPO法人日本モンゴル文化協会（オユンナ名誉会長）会員。同協会設立時の理事に石河信昭がいる。

・2012年より台東区民合唱団が主催する「台東第九の会」に参加。

## 過去に出演した番組
- NTV『午後は○○おもいッきりテレビ』コーナーリポーター
- EX『布施明のグッDAY』コーナーリポーター
- CX『TIME3』専属リポーター
- CX『タイムアングル』専属リポーター
- CX『世にも奇妙な物語』
- CX『おはよう!ナイスデイ』専属リポーター
- CX『ナイスデイ』専属リポーター
- CX『情報プレゼンター とくダネ!』専属リポーター
- CX『2時のホント』専属リポーター

## フジテレビの同期
- 今村知子 - WOWOW第1期アナウンサー
- 大野貢 - フジテレビ編成局員、元フジテレビアナウンサーの小島奈津子の夫